# السرب 122 (إسرائيل)
تشكل السرب 122 التابع للقوات الجوية الإسرائيلية، المعروف أيضاً باسم (سرب نحشون) (بالعبرية: טייסת הנחשון) في 1 يونيو 1971 وكان يعرف في السابق باسم سرب داكوتا. وهو سرب طائرات طراز غلف ستريم جي 550، يتمركز في قاعدة نفاطيم الجوية.
يمتلك السرب خمس طائرات طراز جي 550 (نحشون إيتام) وجي 500 (نحشون شافيت) منهم طائرتين تستخدمان في نظام الإنذار المبكر والتحكم (AEW & C) مجهزتان بنظام رادار (آي إيه أي إي إل/دبليو-2085) وثلاث طائرات تستخدم لجمع استخبارات الإشارات (طائرة مهام إلكترونية خاصة).
كان السرب يستخدم سابقاً دوغلاس دي سي-3 حتى عام 2000.

## المهام
هو سرب التجسس التابع لسلاح الجو الإسرائيلي، ويشارك بدور حيوي في كل الحملات الجوية السرية والبعيدة مئات وآلاف الكيلومترات عن البلاد، كما يقوم بطلعات سرية ومهمات على بعد مئات وآلاف الكيلومترات.

أن هذه الوحدة تعمل في مهمات مختلفة، بدءا من مهمات النقل الحساسة وقوات الإنقاذ، مروراً بالمشاركة في حملات عسكرية، مثل «عرقلة تعزيز قوات حزب الله وحماس بأسلحة متطورة»، وانتهاء بمهمات جمع معلومات استخبارية بواسطة رادارات مختلفة وأجهزة تنصت ورصد وكاميرات متطورة ووسائل اتصال لنقل بلاغات بين وحدات القيادة والتحكم في البلاد وبين القوات التي تعمل بعيدا عن الحدود.

أن غالبية نشاط هذه الوحدة يبقى سرياً، بما في ذلك مهمة تقوم بها حاليا، وجرى العمل على تعزيز هذه الوحدة في السنوات الأخيرة، انطلاقاً من الاعتقاد بأن استخدام سلاح الجو لطائرات مأهولة يفوق الطائرات المسيرة حيث أن طائرات التجسس هذه قادرة على «إدارة مهمات» بفضل محققي الاستخبارات الموجودين في الطائرة، من خلال تحليل المعطيات التي تظهر أمامهم، وتفعيل كل الأجهزة التي تعمل على تنفيذ المهمة، والرد الفوري على طائرات قتالية، وتوفير طائرات تزود بالوقود في الجو أو طائرات أخرى تابعة لسلاح الجو.